# 观察 (网站)
观察是一家位于美国华盛顿哥伦比亚特区的关注中国事务的网站，于2002年5月由中国信息中心（China Information Center）创办。网站受众是关怀国事的中国同胞以及关心中国的民众，以“知的权利，思的权利，言的权利”为旗帜。
《观察》网站从中国的内部与外部双向观察中国，同时以中国内部视角观察世界。它将中国放在历史的长河中考察，特别聚焦于当代中国的现状。2002年5月，陈奎德为《观察》网站写了发刊词，是该网站第一任主编。
除电子媒体之外，《观察双月刊》还在美国、香港及台湾等地发行。为了落实“向中国倾斜”的策略，《观察》网站2004年便已在中国大陆聘请了通讯员和记者。
《观察》网站所欲承续的是于1946年9月1日在上海创办的、由储安平担任主编的《观察》杂志，该网站试图重燃被扑灭的《观察》之光，发煌其自由的道统，投射到更为广袤的时空中去，以完成其未竟之志业。